# Poddąbie
Poddąbie is een dorp in het Poolse woiwodschap Pommeren, in het district Słupski. De plaats maakt deel uit van de gemeente Ustka en telt 39 inwoners.